# أراكالدو
بلدية أراكالدو (بالإسبانية: Arakaldo)‏ هي بلدية تقع في مقاطعة بيسكاي، التي تقع في منطقة الباسك شمالي إسبانيا.

## وصلات خارجية
- (بالإسبانية)